# Kawanishi H3K
El Kawanishi H3K, cuya designación completa era Hidrocanoa de la Armada Tipo 90 Modelo 2 (九〇式二号飛行艇?) fue un hidrocanoa biplano trimotor de largo alcance fabricado por la compañía Kawanishi, que tras su entrada en servicio fue el más grande de su tipo en todo el Pacífico. Era un diseño británico, cuya producción proporcionó a la industria aeronáutica japonesa una valiosa experiencia en la fabricación de aviones de construcción completamente metálica.

## Diseño y desarrollo
Tras la adopción en 1928 por parte del Ejército Imperial Japonés del bombardero pesado Mitsubishi Ki-20, versión militar del gran cuatrimotor de transporte Junkers G 38, la Armada Imperial Japonesa quiso emplear igualmente un hidrocanoa de grandes dimensiones, por lo que contactó con Kawanishi para que, en colaboración con la firma británica Short Brothers, en aquel entonces una referencia en la creación de grandes hidrocanoas, desarrollase un nuevo aparato basándose en los existentes Short Sarafand y Short S.8 Calcutta.
El ingeniero Yoshio Hashiguchi fue enviado a la sede de Short, donde se iniciaron los trabajos para crear una hidrocanoa trimotor. Los trabajos concluyeron en la primavera de 1930, siendo el prototipo Kawanishi H3K1 (Short S.15 K.F.1) desmontado y transportado en barco hasta Yokosuka, donde fue nuevamente ensamblado y posteriormente evaluado, comprobándose que el aparato tenía una elevada resistencia y facilidad de manejo. El H3K era de construcción enteramente metálica, salvo el recubrimiento alar, que era de tela. Con una configuración de sesquiplano, los tres motores se ubicaban en góndolas situadas entre los planos, el central sobre el fuselaje.
Un segundo ejemplar fue fabricado en Japón en marzo de 1931, y un tercero al año siguiente, siendo designado H3K2. La evaluación por parte de la Marina Imperial se retrasó debido a la escasa familiaridad con los motores británicos Rolls-Royce Buzzard que empleaba el H3K, pero finalmente, en octubre de 1932, la evaluación de los tres aparatos existentes finalizó, siendo aceptados para el servicio. Otros dos ejemplares fueron entregados en noviembre de 1932 y febrero de 1933, respectivamente.

## Operadores
Japón
- Servicio Aéreo de la Armada Imperial Japonesa

## Especificaciones (H3K)
Referencia datos: Japanese Aircraft, 1910-1941

### Características generales
- Tripulación: Seis-nueve
- Longitud: 22,6 m (74 ft)
- Envergadura: 31,1 m (101,9 ft)
- Altura: 8,8 m (28,8 ft)
- Superficie alar: 214 m² (2303,5 ft²)
- Peso vacío: 10 030 kg (22 106,1 lb)
- Peso cargado: 15 000 kg (33 060 lb)
- Planta motriz: 3× motor lineal V12 refrigerado por líquido Rolls-Royce Buzzard.
  - Potencia: 712 kW (982 HP; 968 CV) cada uno.
- Hélices: Bipala metálica

### Rendimiento
- Velocidad máxima operativa (Vno): 226 km/h (140 MPH; 122 kt)
- Velocidad crucero (Vc): 169 km/h (105 MPH; 91 kt)
- Alcance: 9 h
- Techo de vuelo: 4040 m (13 255 ft)
- Tiempo a altitud: 19 min 40 s para 3000 m (9840 pies)

### Armamento
- Ametralladoras: 

  - 8 de 7,7 mm (montajes gemelos en posiciones de morro, dos dorsales y de cola)
- Bombas: Hasta 1000 kg

## Aeronaves relacionadas

### Aeronaves similares
- Kawanishi H6K
- Short Cromarty
- Short S.2
- Short Singapore
- Short Calcutta
- Short Rangoon

### Secuencias de designación
- Secuencia S._ (interna de Short, después de 1921): ← S.11 - S.12 - S.14 - S.15 - S.16 - S.17 - L.17 →
- Secuencia H__ (Hidrocanoas de la AIJ (designación corta)): H1H - H2H - H3H - H3K - H4H  - H5Y - H6K →
- Secuencia H_K (Hidrocanoas de la AIJ (designación corta), Kawanishi): H3K - H6K - H8K